# Akyazı
Akyazı este un oraș din Turcia.